# Hoplodino
Hoplodino is een geslacht van hooiwagens uit de familie Podoctidae.
De wetenschappelijke naam Hoplodino is voor het eerst geldig gepubliceerd door Roewer in 1915. 

## Soorten
Hoplodino omvat de volgende 4 soorten:
- Hoplodino continentalis
- Hoplodino gapensis
- Hoplodino hoogstraali
- Hoplodino longipalpis